# Desisa dispersa
Desisa dispersa là một loài bọ cánh cứng trong họ Cerambycidae.